# Susana Martinez
Susana Martinez é uma política dos Estados Unidos. Foi governadora do estado do Novo México. Susana é membro do Partido Republicano. Susana é a primeira mulher governadora do Novo México,  bem como o primeiro(a) governador(a) latino(a) dos Estados Unidos.
Ela foi promotora pública do terceiro Distrito Judicial do estado do Novo México. O distrito abrange o Condado de Doña Ana.

## Primeiros anos e família
Susana nasceu e foi criada em El Paso, no Texas. Ela se mudou para Las Cruces, Novo México, em meados de 1980. Seu pai era um pugilista amador que ganhou três títulos Golden Gloves na década de 1950. Ele era um vice-xerife do Condado de El Paso, no Texas.
O marido de Martinez, Chuck Franco, é um oficial da lei por mais de 30 anos e serviu como xerife Doña Ana. Susana tem um enteado, Carlo, que serve na Marinha dos Estados Unidos.

## Educação
Susana se formou como um dos melhores alunos de sua classe na Riverside High School em El Paso, Texas, em 1977. Ela ganhou seu diploma de bacharel da Universidade do Texas em El Paso em 1980 e depois recebeu seu diploma de Direito da Universidade de Oklahoma College of Law, em 1982.

## Carreira
Susana foi eleito pela primeira vez promotora pública no 3º Distrito Judicial em 1996 com quase 60% dos votos. Ela foi reeleita três vezes desde então como uma republicana. Como promotora, Martinez focou em casos que envolvem corrupção pública e abuso de crianças.
Em 2008, a revista Heart Magazine deu o título a Martinez de "Mulher do Ano" por sua dedicação à defesa das crianças e seus esforços para manter as crianças seguras.
Em março de 2010, Susana foi batizada de "Procuradora do Ano" do Novo México pela Seção de Promotores do estado do Novo México.

## Pontos de vista políticos
Segundo seu site de campanha de 2010 para governadora, Martinez é pró-vida e se opõe ao aborto. Ela apoia leis de notificação dos pais para menores de 13 anos de idade que procuram um aborto. Ela também se opõe a casamento do mesmo sexo. Martinez suporta um orçamento equilibrado e os gastos mais baixos do governo.
Martinez prometeu reformular o plano estadual de educação, investindo na educação privada. Ela tentará revogar as leis estaduais que permitem o acesso de imigrantes ilegais para carteiras de motorista, bem como negar às crianças o acesso de imigrantes ilegais ao ensino superior através de bolsas de estudo. Martinez é a favor da maconha medicinal, mas indicou que revoga a legislação existente do Novo México não é uma prioridade.
Após tomar posse, ela levou para um aumento de investimentos de 212 milhões dólares financiados pelo Estado. Para dirigir o novo esforço, a governadora nomeou um conselho inteiramente novo de diretores para supervisionar as autoridades.

## Eleição para governador
Susana Martinez venceu a primária republicana em 1 de junho de 2010, tendo recebido 51% dos votos, em uma primária de cinco candidatos do Partido Republicano. Ela derrotou Doug Turner, a deputada estadual Janice Arnold-Jones, Pete Domenici Jr - filho do ex-senador do Novo México Pete Domenici - e o ex-presidente estadual do Partido Republicano, Allen Weh. Durante as eleições primárias, Susana Martinez foi endossada pela ex-governadora do Alasca, Sarah Palin, do mesmo partido.
Durante as eleições estaduais do Novo México, ocorrida em novembro de 2010, Susana Martinez derrotou Diane Denish, candidata do Partido Democrata. Um elemento de sua plataforma política foi garantir a fronteira de imigrantes ilegais.
Susana Martinez e Diane Denish não foram as únicas mulheres a se enfrentarem na disputa de um cargo político majoritário nos Estados Unidos em 2010. Uma eleição simultânea ocorreu em Oklahoma, onde Jari Askins e Mary Fallin também disputavam o cargo de governadora do estado. Há ainda, outros registros de mulheres que disputavam cargos políticos majoritários nos Estados Unidos, como em 1986 no Nebraska, onde Kay Orr foi eleita, e 2002 no Havaí, com a vitória de Linda Lingle.
Susana Martinez
Diane Denish
Kenneth Gomez

## Governadora do Novo México
Desde seu início de mandato, ela definiu uma proposta de orçamento para o ano fiscal de 2012, assim tem estabelecer uma moratória sobre todas as compras de veículos do estado até 2012. Martinez também proibiu todos os órgãos estaduais de contratar lobistas, limitando a alegação de privilégio executivo para ajudar a promover um governo mais transparente, e criou uma empresa de pequeno porte para uma força-tarefa.
Em 31 de janeiro de 2011 a governadora Martinez assinou uma ordem de status de rescisão para imigrantes ilegais que cometem crimes no Novo México, ao mesmo tempo protegendo vítimas e testemunhas de atos criminosos.